# Domesday Book

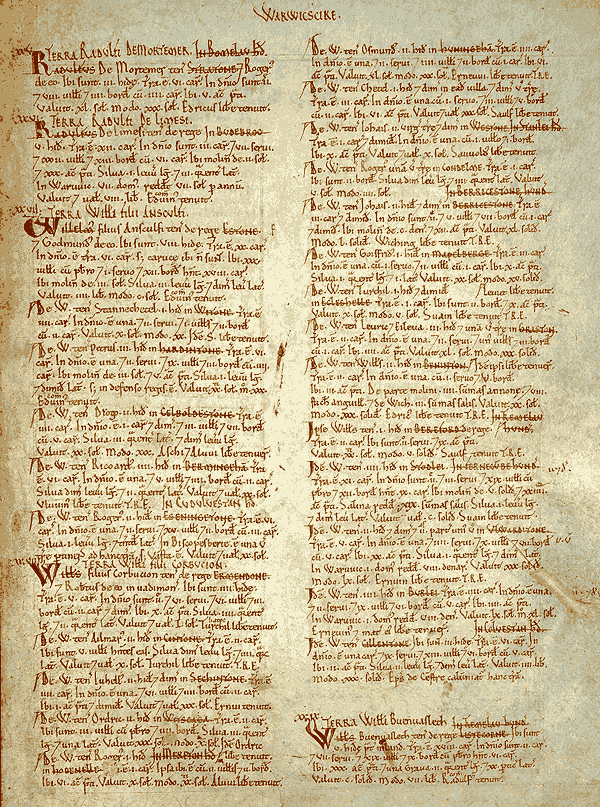
Seite des Domesday Book (Abschnitt Warwickshire)

Das Domesday Book ([ˈduːmzdeɪ ˌbʊk], englisch „Buch des Jüngsten Gerichts“, ursprünglich King’s Roll oder Winchester Roll) ist das in Mittellatein verfasste Reichsgrundbuch von England vom Ende des 11. Jahrhunderts.
König Wilhelm der Eroberer ließ darin ab 1086 systematisch allen Besitz der englischen Krone und die ihr zustehenden Abgaben aus dem Besitz ihrer Untertanen festhalten. Dazu wurde erfasst, wie viel jedes Grundstück des Landes seinem Eigentümer jährlich einbrachte sowie die Ressourcen an Land, Arbeitskräften und Vieh, aus denen sich sein besteuerbarer Wert ableitete.
Der heutige Name des Buches bürgerte sich im Jahrhundert nach der Erhebung ein. Er bezog sich darauf, dass die darin eingetragenen Grundbesitzverhältnisse als rechtsgültig bis zum jüngsten Tag, also bis zum Ende der Welt, angesehen wurden.

## Historischer Hintergrund
Durch eine Invasion bedroht, befahl König Wilhelm I. (der Eroberer) zu Weihnachten des Jahres 1085, den eigenen sowie den besteuerbaren Besitz seiner Untertanen systematisch zu erfassen. Ab Januar 1086 durchkämmten seine Abgesandten planmäßig das Land und ermittelten nicht nur die Grundstücke und ihre Besitzer, sondern auch die Anzahl der männlichen Bewohner. Domesday hat hier die Bedeutung von endgültig, d. h. später sollten die im Domesday Book festgehaltenen Besitzverhältnisse nicht mehr angefochten werden können.
Hintergrund der Maßnahme war die über Jahrhunderte gewachsene Besitzstruktur in England, die sich größtenteils auf das Gewohnheitsrecht gründete: Bauern und Adelige besaßen Boden und Rechte, die nicht schriftlich dokumentiert waren, da nur wenige Menschen lesen und schreiben konnten, und durch Schenkungen, Verkäufe, Erbschaften etc. waren die Ländereien stark zerstückelt. Somit verfügten die normannischen Eroberer vor dem Domesday Book über keine sicheren Informationen, die als Grundlage für die Berechnung zu erwartender Steuereinnahmen dienen konnten. Da Wilhelm nahezu ständig Krieg gegen innere und äußere Feinde führte, war er darauf angewiesen, die zu erwartenden Steuereinnahmen und die Zahl der wehrpflichtigen Männer verlässlich einschätzen zu können. Die Erstellung des Buches bedeutete die erste Volkszählung in England und einen wichtigen Schritt auf dem Weg zur Zentralisierung der Macht weg von den lokalen Adeligen hin zum Königshof.
Das in zwei Bänden verfasste Buch wurde nach 1090 nicht weitergeführt, doch stellt es die Verhältnisse des berücksichtigten Zeitraums in aller Ausführlichkeit dar. Jede Legitimation von Landbesitz entsprang fortan diesem Register, auf das auch heute noch zurückgegriffen werden kann. Seit Wilhelm II. von England wurden mit Hilfe des Domesday Books die Verteilung der Heereslast nach sogenannten Ritterlehen und die genaue Ausbildung der Lasten- und Rechtsverhältnisse des englischen Lehnswesens geregelt. Im Laufe von nur 50 Jahren war das englische Schatzamt (Exchequer) entstanden, das auf der Basis des Domesday Books arbeitete. Trotz nachweisbarer Lücken gibt das Werk Hinweise auf die damalige Bevölkerungszahl des Landes, die bei ungefähr 2 Millionen gelegen haben muss.
Das Domesday Book wird in The National Archives in Kew (London) verwahrt. Amtlich gedruckt wurde es 1783 in zwei Foliobänden mit Nachträgen. Von einzelnen Grafschaften sind seit 1862 bessere Separatdrucke erschienen. Die letzte vollständige Ausgabe bildet die CD-ROM „Domesday Explorer, Version 1.0“ von 2000.

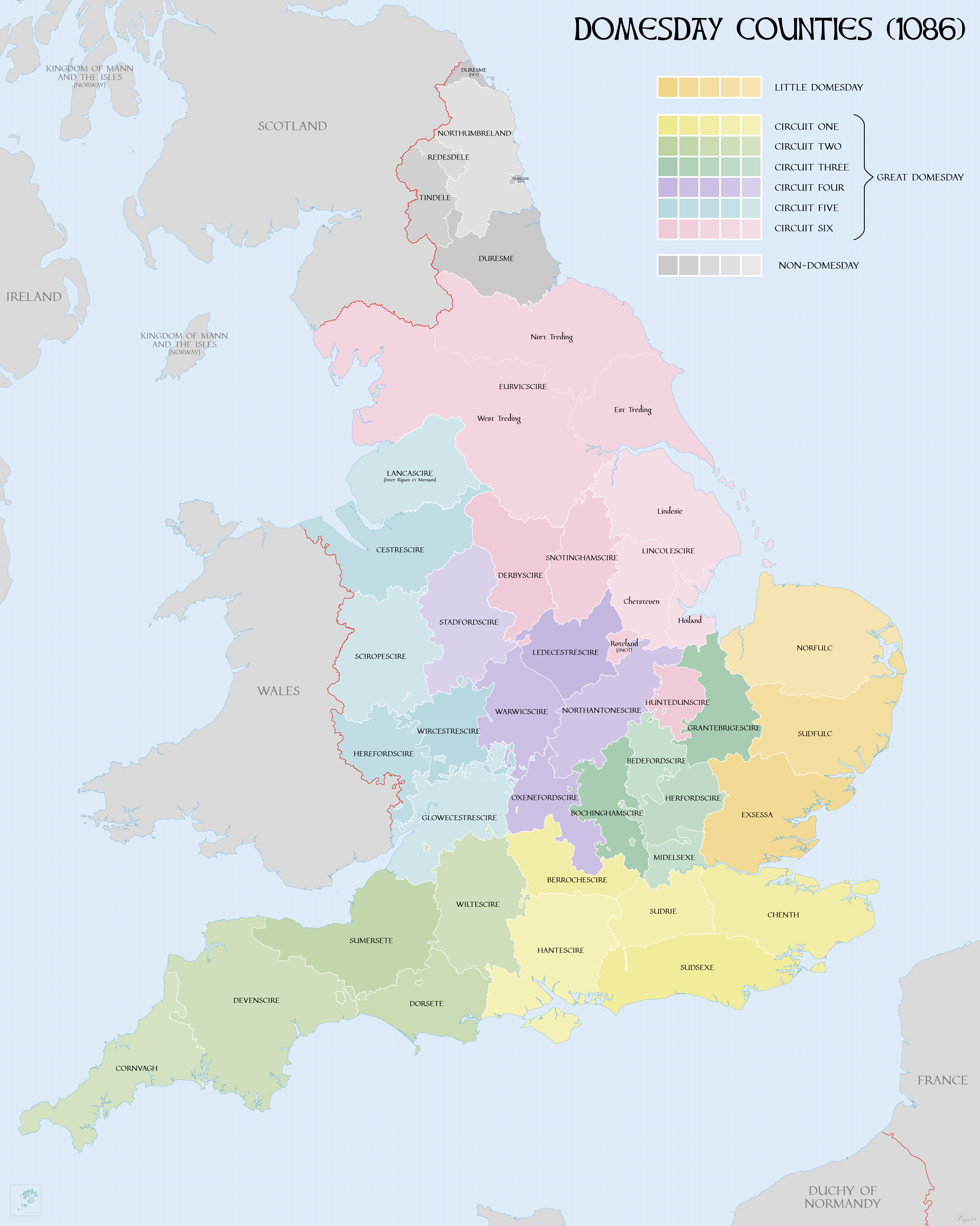
Englische Grafschaften, die im Domesday Book festgelegt wurden

## Normannische Lehnsherren
Die Hälfte des Landes, das unter Wilhelm dem Eroberer in England als weltliches Lehen vergeben wurde, gehörte nur elf Männern, die zudem fast alle Blutsverwandte von Wilhelm waren:
1. Odo von Bayeux († 1097), Bischof von Bayeux, Earl of Kent und Regent von England gemeinsam mit Roger de Montgomerie, 1. Earl of Shrewsbury, ein Halbbruder von Wilhelm (sie hatten dieselbe Mutter) (Haus Conteville)
2. Robert von Mortain († 1090), Graf von Mortain, Earl of Cornwall, Bruder Odos und somit ebenfalls ein Halbbruder Wilhelms (Haus Conteville).
3. William FitzOsbern, Earl of Hereford und Regent von England gemeinsam mit Odo von Bayeux, ein Großneffe Gunnoras, der Urgroßmutter Wilhelms (siehe FitzOsbern)
4. Roger de Montgomerie, 1. Earl of Shrewsbury († 1094), ebenfalls ein Großneffe Gunnoras (Haus Montgommery)
5. William de Warenne († 1088), Earl of Surrey, ein weiterer Großneffe Gunnoras (Haus Warenne)
6. Hugh d’Avranches Earl of Chester († 1101), der Sohn des Vicomte Richard von Avranches und Neffe von Odo und Robert und damit auch Wilhelms (Haus Conteville)
7. Eustach III. Graf von Boulogne († 1125), der Bruder Gottfrieds von Bouillon (Haus Boulogne)
8. Alain der Rote Earl of Richmond († 1089) (Haus Rennes)
9. Richard FitzGilbert († 1090), Lord of Clare, der Sohn von Gilbert de Brionne aus der Familie Wilhelms (Rolloniden und Clare)
10. Geoffroy de Montbray († 1093), Bischof von Coutances
11. Geoffrey de Mandeville († um 1100), Konstabler des Tower of London (Mandeville)

## Einige Passagen aus dem Domesday Book
- Wer den Königsfrieden brach, Raub oder Einbruch beging, wurde für vogelfrei erklärt. Er konnte dem Sheriff aber auch 100 Schilling als Auslöse zahlen und blieb verschont.
- Das Vergießen von Blut kostete 40 Schilling.
- Wollte der Sheriff nach Wales, so konnte er Bürger rekrutieren. Loskaufen konnte man sich nur durch eine Abgabe von 40 Schilling.
- Eine Witwe, die einen Ehemann nahm, musste 20 Schilling an den König zahlen. Bei Jungfrauen waren es 10 Schilling.
- Brannte ein Haus durch einen Unfall, Unachtsamkeit oder Missgeschick nieder, so waren dem König 40 Schilling zu zahlen. Die beiden nächsten Nachbarn erhielten jeweils 2 Schilling.
- Starb ein Bürger, der im Dienste des Königs stand, so waren 10 Schilling Auslösung für ihn zu bezahlen.
- Weilte der König in der Stadt, so mussten zwölf hochrangige Stadtbewohner seinen Schutz übernehmen.
- Ging er auf die Jagd, so hatten ihn Bürger mit Pferd und Waffen zu schützen.